# Zipcar
Zipcar — американская компания, предоставляющая услуги краткосрочной аренды автомобилей по принципу самообслуживания с почасовой оплатой. Компания была основана в 2000 году в Кембридже, США. К декабрю 2010 года Zipcar располагает парком в 8 тыс. автомобилей в 28 городах Северной Америки и Великобритании. Количество обладателей членских карт превышает 560 тыс. человек. Осенью 2007 года Zipcar слился со своим конкурентом Flexcar.

## Услуги
Zipcar предлагает 30 моделей автомобилей, которые можно арендовать на автоматизированных пунктах, взяв машину в одном и вернув в любом другом пункте. Кроме крупных городов, компания предоставляет свои услуги в 230 университетских городках.
Члены клуба Zipcar могут осуществлять бронирование через интернет или по телефону, 24 часа в сутки, 7 дней в неделю. Бронирование может быть произведено за 1 минуту или за 1 год перед моментом взятия машины. Члены Zipcar имеют автоматизированный доступ к автомобилям благодаря специальному ключу Zipcard, который позволяет открыть дверь автомобиля. Приложение Zipcar для iPhone позволяет подать сигнал клаксоном для обнаружения автомобиля и открыть его двери.
Вступительный взнос в $25, годовой членский взнос в $60 и стоимость аренды от $7,50 в час до $56 в день. Цены зависят от города, времени дня, дня недели и модели автомобиля. Топливо, парковка, страховка и техобслуживание включены в стоимость проката.

### Рекомендуемая литература
- Рифкин Дж. Третья промышленная революция: Как горизонтальные взаимодействия меняют энергетику, экономику и мир в целом = The Third Industrial Revolution: How Lateral Power Is Transforming Energy, the Economy, and the World. — М.: Альпина нон-фикшн, 2014. — С. 176—178. — 410 с. — 3500 экз. — ISBN 978-5-91671-332-9.